# صحراء أكونا

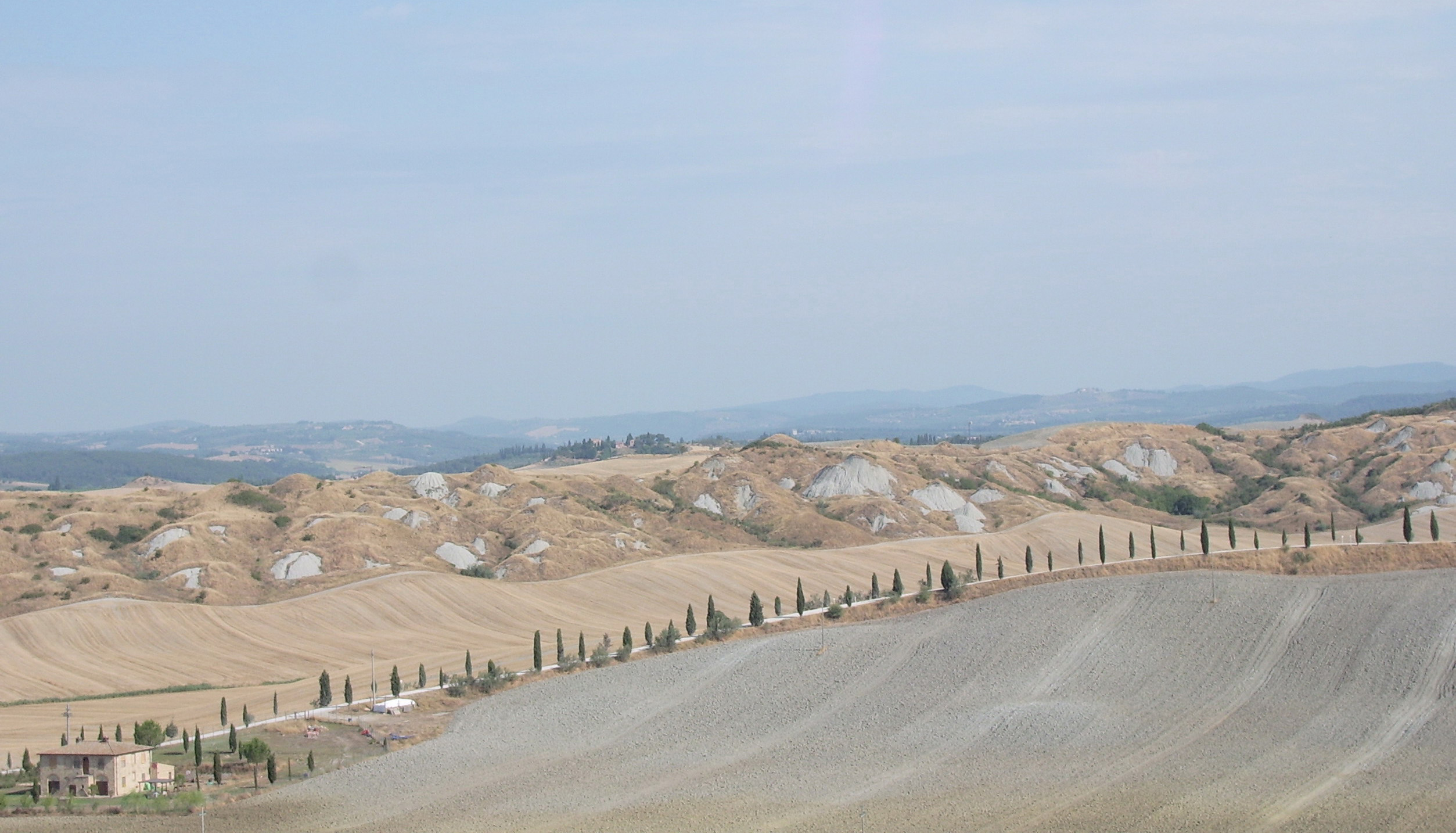
صحراء أكونا

صحراء أكونا (بالإنجليزية:The Accona Desert)، (بالإيطالية:Deserto di Accona) هي منطقة شبه القاحلة في توسكانا، إيطاليا، في وسط جزيرة كريت سنيسي، قرب بلدية اسشانو، وما يميز هذا الصحراء هي التشكيلات المنتشرة في أرجائها على شكل قبة، تعرف محليا باسم بيانكان.
بسبب الأمطار السنوية التي تصل إلى ما يزيد عن 600 ملم، الزراعة تنتشر في الصحراء بواسطة الاستفادة من نظم الري الكبيرة.